# Richard Rogers
Richard George Rogers, Baron Rogers of Riverside, född 23 juli 1933 i Florens i Toscana i Italien, död 18 december 2021 i London, var en brittisk arkitekt.
Rogers studerade vid Architectural Association School of Architecture i London och Yale School of Architecture där han tog examen 1962. På Yale mötte han Norman Foster, med vilken han drev arkitektkontret Team 4 till 1967.
Tillsammans med Renzo Piano blev han uppmärksammad för Centre Pompidou i Paris, en high-tech byggnad från mitten av 1970-talet. 
Richard Rogers var en av de främsta företrädarna för den så kallade high-tech arkitekturen, en senmodernistisk arkitekturstil som kännetecknas av att byggnadens tekniska installationer och konstruktion görs till arkitektoniska motiv.
Efter samarbetet med Renzo Piano, etablerade Rogers Richard Rogers Partnership 1976, sedan 2007 benämnt Rogers Stirk Harbour + Partners. Företaget har kontor i London, Barcelona, Madrid och Tokyo.
Richard Rogers blev år 2019 belönad med AIA:s guldmedalj.

## Verk i urval

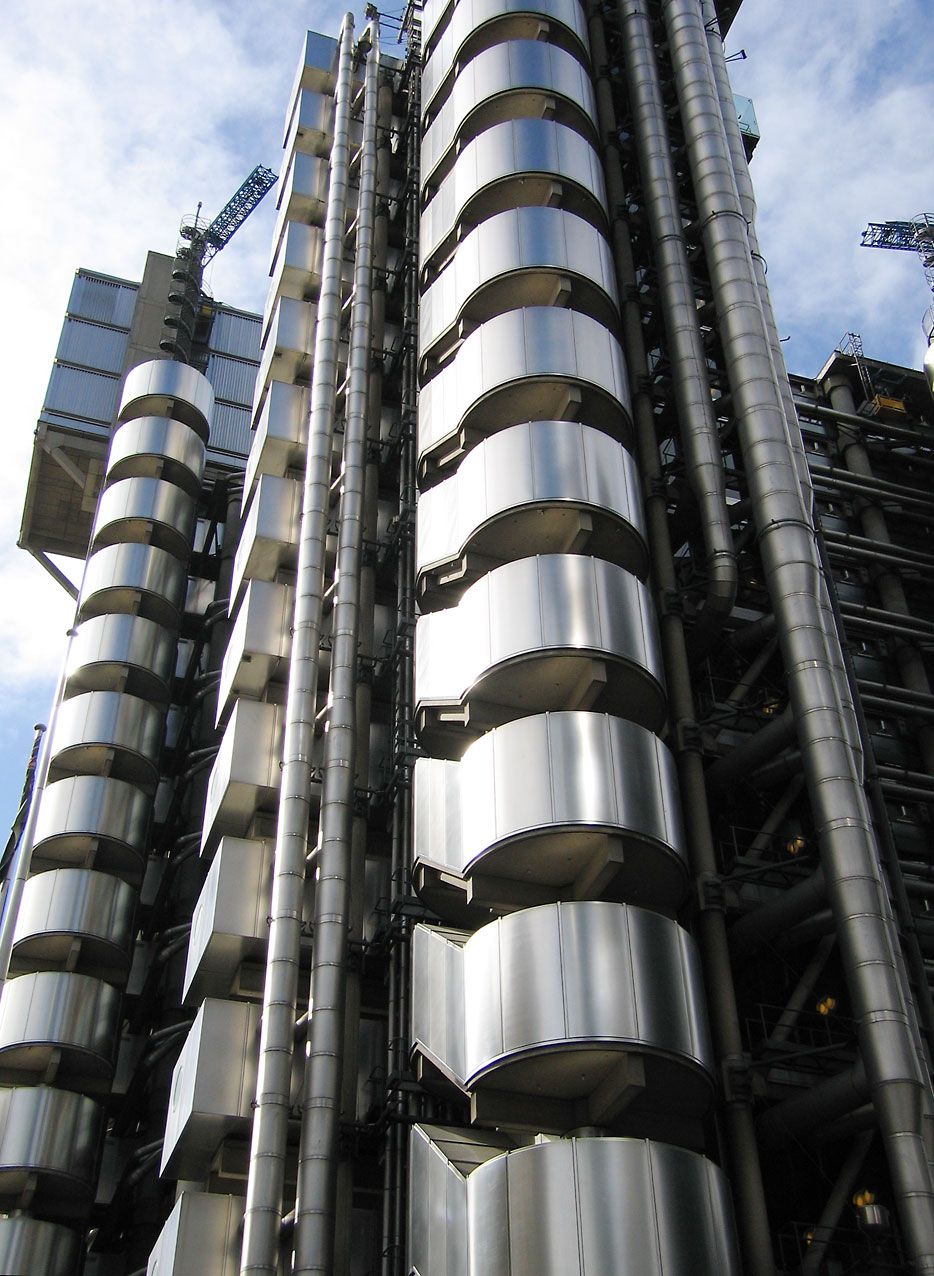
Lloyd's Building.
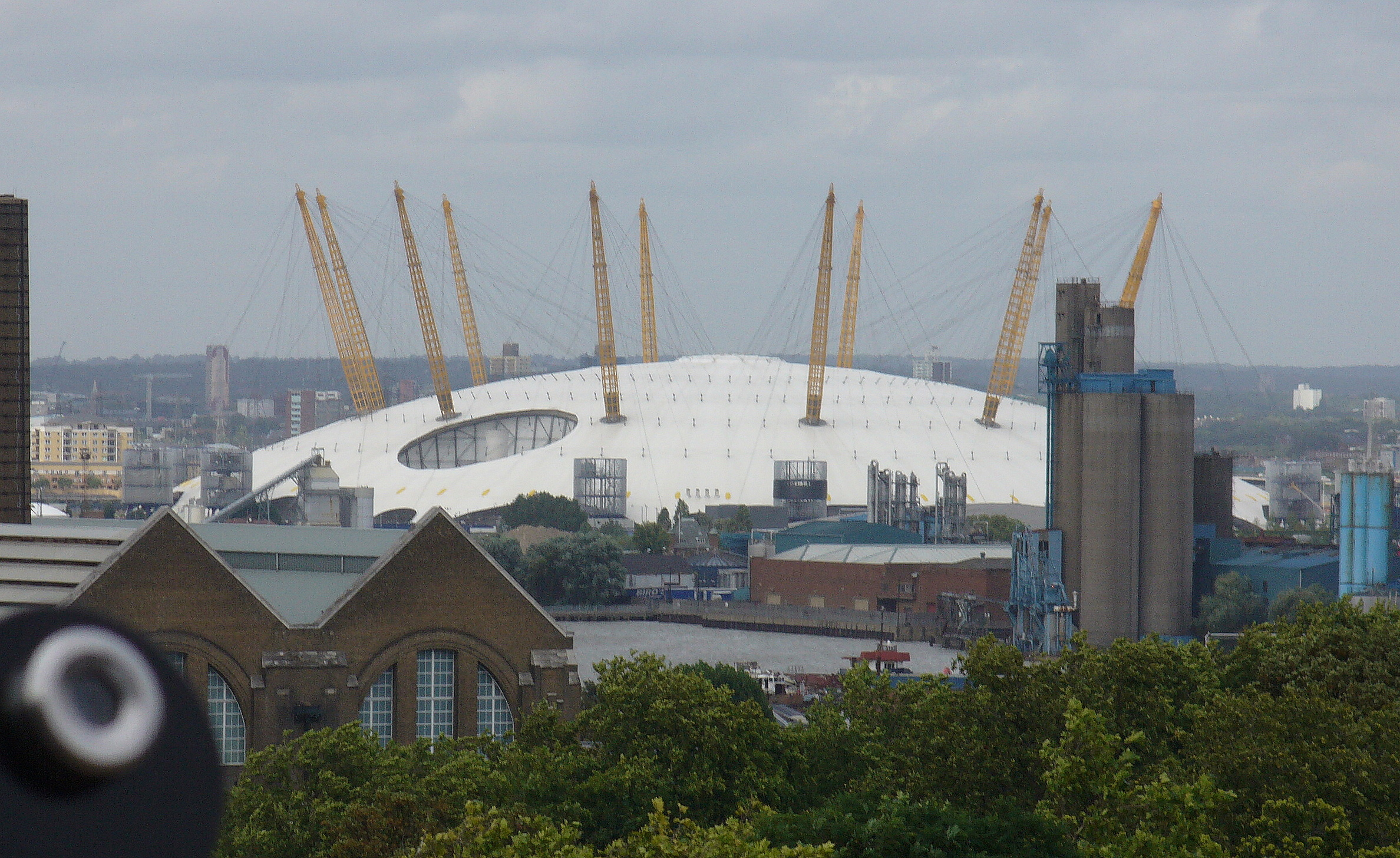
The O2 (tidigare Millennium Dome).

- Rogers' House Wimbledon (1967)
- Centre Pompidou Paris (1972–78)
- Lloyd's building London (1979–84)
- European Court of Human Rights Strasbourg (1984)
- Millennium Dome London (1999)
- The Senedd, National Assembly for Wales, Cardiff (2006)
- Barajas Airport Terminal 4, Madrid (2005)
- 88 Wood Street London (1993-2001)
- Courts of Law Antwerp Belgium (2005)